# سليم حانا
سليم حانا كاتب وممثل ومخرج مسرحي سوري.
من مواليد مدينة القامشلي عام 1934، بدأ العمل المسرحي في مرحلة الطفولة (المسرح المدرسي). ترك الدراسة في مرحلة مبكرة ليشكل أكثر من فرقة مسرحية حتى ثبت في جمعية أنصار المسرح، قدم العديد من المسرحيات وكانت أغلبها من تأليفهِ وإخراجهِ وتمثيلهِ. ما لبث أن ترك مدينة القامشلي وتوجه إلى العاصمة دمشق.
أصبح عضواً بالمسرح القومي عام 1961م واشترك بما يقارب (72) مسرحية. قام بتأسيس نقابة الفنانين مع عدد من زملائه، كانت أغلب مسرحياته تغلب عليها الطابع الاجتماعي.
قدم بعض مسرحياته خارج سوريا كمسرحية (محاكمة عبد السلام عارف) العراق عام 1959.
له ثلاث مسرحيات مطبوعة:
مسرحية سفك الدماء طبعت عام 1954م دار اللواء القامشلي.
مسرحية الخبر الأسود عام 1956م القامشلي.
مسرحية على الدروب دماء عام 1960 مطبعة الشباب القامشلي.
قام بتأليف كتاب (الجزيرة ورجالاتها) بالاشتراك مع (عثمان رمزي).

## مسرحياته
- مسرحية سفاك الدماء إخراجه تعتبر أول مسرحياتهِ 1954.
- يسرى والقلوب, (تأليفاً وإخراجًا).
- القيود، (تأليفاً وإخراجًا).
- عيد الشهداء.
- بورسعيد.
- محاكمة عبد السلام عارف.
- العروس.
- قتلت ولدي.
- أطباء أذكياء.
- الملك الصغير.

## في السينما
- اللص الظريف (فيلم).
- الصعاليك (فيلم).
- فندق الأحلام (فيلم).
- النصابين الثلاثة.
- مطلوب رجل واحد بلهجة ماردلية السورية.

## في المسرح القومي
- البرجوازي النبيل.
- المفتش العام (مسرحية)
- الإخوة كارامازوف.
- دون جوان.
- مدرسة الفضائح.
- صابر أفندي.
- الغرباء.
- سهرة مع أبي خليل القباني.
- زواج على ورقة طلاق
- موت بائع جوال.
- كانون الثاني.

## في مسلسلات
- حمام الهنا

## وفاته
أصيب بتشمع الكبد, وبعدها بشلل نصفي إثر خطأ طبي، بدأت عائلته تبيع أثاث المنزل لعلاجه وجمع له زملائه مبلغاً للساعدة توفي في 1986.